# Com saps si...?
Com saps si...? (en anglès, How Do You Know) és una pel·lícula estatunidenca dirigida per James L. Brooks, estrenada el 2010, basada en un guió del mateix realitzador. Ha estat traduïda al català per la seva emissió televisiva.

## Argument
Lisa Jorgenson (Reese Witherspoon) descobreix que la seva carrera esportiva està acabada, enmig d'un triangle amorós amb el seu xicot Matty (Owen Wilson) un jugador de beisbol, amb qui manté una relació força complicada i el nouvingut George (Paul Rudd), un jove sempre a l'ombra del seu pare Charles (Jack Nicholson).

## Repartiment
- Reese Witherspoon: Lisa Jorgenson.
- Paul Rudd: George Madison.
- Owen Wilson: Matty Reynolds.
- Jack Nicholson: Charles Madison.
- Kathryn Hahn: Annie.
- Mark Linn-Baker: Ron.
- Lenny Venito: Al
- Molly Price: entrenadora Sally.
- Tony Shalhoub: psiquiatre.
- Shelley Conn: Terry.
- Domenick Lombardozzi: Bullpen Pitcher.
- Ron McLarty: advocat d'en George.
- Dean Norris: entrenador de softball.
- Andrew Wilson: company d'equip d'en Matty.

## Al voltant de la pel·lícula
Aquesta és la tercera pel·lícula on apareixen junts Witherspoon i Rudd després de Monstres contra alienígenes i Overnight Delivery. En aquest cas el guió de James L. Brooks conforma un film irregular i previsible i lluny d'anteriors aportacions al gènere de comèdia (La força de la tendresa, Broadcast News, Millor, impossible).